# Eddie Vinson
Eddie "Cleanhead" Vinson (nacido como Edward L. Vinson Jr. Houston, 18 de diciembre de 1917-Los Ángeles, 2 de julio de 1988) fue un saxofonista alto de jump blues, jazz, bebop y R&B y cantante de blues (blues shouter) estadounidense. Se le apodó «Cleanhead» por un incidente en el que perdió su pelo accidentalmente por la lejía contenida en un producto para alisar el cabello. El crítico musical Robert Christgau calificó a Vinson como «una de las voces de blues más limpias —y más desagradables— que jamás se hayan escuchado».

## Biografía
Vinson nació en Houston, Texas. Fue miembro de la sección de trompas de la orquesta de Milton Larkin, a la que se incorporó a finales de los años 1930. En varias ocasiones se sentó junto a Arnett Cobb, Illinois Jacquet y Tom Archia, mientras que otros miembros de la banda eran Cedric Haywood y Wild Bill Davis. Después de dejar de trabajar con Larkin en 1941, Vinson aprendió algunos trucos vocales mientras estaba de gira con el bluesman Big Bill Broonzy. Luego se trasladó a Nueva York y se unió a la Orquesta de Cootie Williams de (1942-1945), grabando temas como Cherry Red. En 1945, Vinson se independizó y formó su propia banda, firmó con Mercury Records y obtuvo un doble éxito en 1947 con su canción Old Maid Boogie, que ocupó un lugar destacado en las listas de R&B, y con la canción que se convertiría en su firma, Kidney Stew Blues.
Las inclinaciones jazzísticas de Vinson probablemente se acentuaron durante 1952-1953, cuando su banda incluía a un joven John Coltrane. A finales de la década de 1950, con giras estrictamente de jazz con Jay McShann, la carrera de Vinson tomó un nuevo impulso. A principios de los 60, Vinson se trasladó a Los Ángeles y comenzó a trabajar con la Johnny Otis Revue. Una aparición en 1970 en el Festival de Jazz de Monterey con Otis favoreció el regreso de Vinson. A lo largo de esos años trabajó en sesiones de blues y jazz de alto nivel para Count Basie, Otis, Roomful of Blues, Arnett Cobb y Buddy Tate. También compuso constantemente, incluyendo Tune Up y Four, ambas atribuidas erróneamente o vendidas a Miles Davis.
Vinson grabó mucho durante sus cincuenta años de carrera y actuó con regularidad en Europa y Estados Unidos. Murió en 1988, de un ataque al corazón mientras recibía quimioterapia en Los Ángeles, California.

## Discografía
| Año         | Título                                                             | Notas | Género                 | Discográfica                   |
| ----------- | ------------------------------------------------------------------ | --- | ---------------------- | ------------------------------ |
| 1957        | Clean Head's Back in Town                                          | con Joe Newman, Henry Coker, Bill Graham, Frank Foster, Paul Quinichette, Charlie Rouse, Charles Fowlkes, Nat Pierce, Freddie Green, Turk Van Lake, Ed Jones, Gus Johnson, Ed Thigpen | Blues, Jazz            | Bethlehem; Charly              |
| 1962        | Back Door Blues                                                    | con Cannonball Adderley Quintet; algunas piezas y tomas alternativas publicadas como Cleanhead & Cannonball en Landmark                                                               | Blues, Jazz            | Riverside; Fresh Sound         |
| 1967        | Cherry Red                                                         | con Mike Bloomfield | Blues                  | ABC/Bluesway; One Way          |
| 1969        | Kidney Stew is Fine                                                | con T-Bone Walker y Jay McShann; también publicado como Wee Baby Blues con Black & Blue                                                                                               | Jump Blues, Swing Jazz | Delmark                        |
| 1969 [1984] | Live! in France                                                    | con Jay McShann | Jump Blues, Swing Jazz | Black & Blue                   |
| 1970        | The Original Cleanhead                                             | con Artie Butler, David Cohen, Joe Pass, Arthur Wright, Earl Palmer, Plas Johnson | Blues                  | Bluestime/Flying Dutchman; Ace |
| 1971        | You Can't Make Love Alone                                          | En vivo en 1971 en el Montreux Jazz Festival | Blues                  | Mega/Flying Dutchman           |
| 1974 [1975] | Jamming the Blues                                                  | En vivo en Montreux | Blues                  | Black Lion                     |
| 1978        | The "Clean" Machine                                                | con Lloyd Glenn | Blues, Jazz            | Muse                           |
| 1978 [1981] | Live at Sandy's (Eddie "Cleanhead" Vinsonythe Muse All Stars)      | con Arnett Cobb y Buddy Tate | Jump Blues, Swing Jazz | Muse 5208                      |
| 1978 [1984] | Hold It Right There! (Eddie "Cleanhead" Vinsonythe Muse All Stars) | con Arnett CobbyBuddy Tate | Jump Blues, Swing Jazz | Muse 5243                      |
| 1979 [2003] | Redux: Live at the Keystone Korner                                 | con Larry Vuckovich | Blues, Jazz            | Savant                         |
| 1980        | Kansas City Shout                                                  | con Count Basie y Big Joe Turner | Blues, Jazz            | Pablo                          |
| 1980        | Fun in London                                                      | con John Burch, Lennie Bush, Bobby Orr | Blues, Jazz            | JSP                            |
| 1981        | I Want a Little Girl                                               | con Art Hillery, Cal Green, John Heard, Roy McCurdy, Martin Banks, Rashid Jamal Ali                                                                                                   | Blues, Jazz            | Pablo                          |
| 1982        | Mr. Cleanhead's Back in Town                                       | con Stan Greig, Les Davidson, Paul Sealey, Martin Guy | Blues, Jazz            | JSP                            |
| 1982        | Eddie "Cleanhead" Vinson & Roomful of Blues                        | con Roomful of Blues | Blues, Jump Blues      | Muse; Rockbeat                 |
| 1986        | Blues in the Night Volume One: The Early Show                      | En vivo en Los Ángeles con Etta James | Blues                  | Fantasy                        |
| 1986 [1987] | The Late Show: Blues in the Night, Volume 2                        | En vivo en Los Ángeles con Etta James | Blues                  | Fantasy                        |
| 1987        | Oscar Peterson + Harry Edison + Eddie "Cleanhead" Vinson           | con Oscar Peterson y Harry "Sweets" Edison | Jazz                   | Pablo                          |
| 1996        | Kidney Stew (The Definitive Black & Blue Sessions)                 | con T-Bone Walker y Jay McShann | Jump Blues, Swing Jazz | Black & Blue                   |
| 2003        | Bald Headed Blues (His Complete King Recordings 1949-1952)         | compilación | Jump Blues             | Ace                            |
| 2006        | Honk for Texas (1942-1954)                                         | con Cootie Williams y Big Jim Wynn; compilación | Jump Blues             | JSP                            |
| 2007        | Blues, Boogie & Bebop – Meat's Too High                            | compilación de Fun in London y Mr. Cleanhead's Back in Town | Blues, Jazz            | JSP                            |
| 2008        | Jumpin' the Blues (The Definitive Black & Blue Sessions)           | con Jay McShann | Jump Blues, Swing Jazz | Black & Blue                   |
| 2019        | Mr. Cleanhead Blows His Greatest Hits (Selected Singles 1944-1950) | compilación | Jump Blues             | Jasmine                        |

Con Oliver Nelson
- Swiss Suite (Flying Dutchman, 1971 [rel. 1972])

Con Arnett Cobb y Muse All Stars
- Live at Sandy's! (Muse 5191, 1978 [rel. 1980])
- More Arnett Cobb and the Muse All Stars (Live at Sandy's!) (Muse 5236, 1978 [rel. 1983])

Con Buddy Tate y Muse All Stars
- Live at Sandy's (Muse 5198, 1978 [rel. 1980])
- Hard Blowin' (Live at Sandy's) (Muse 5249, 1978 [rel. 1984])

Con Helen Humes y Muse All Stars
- Helen Humes and the Muse All Stars (Muse 5217, 1978 [rel. 1980]) - con Arnett Cobb y Buddy Tate